# Karl Ferdinand, hertig av Berry
Karl Ferdinand, hertig av Berry (franska:Charles Ferdinand d'Artois), född 24 januari 1778 på Versailles, död 14 februari 1820 i Paris, var fransk prins av ätten Bourbon, yngre son till kung Karl X av Frankrike och Marie-Thérèse av Savojen.
Hertigen av Berry emigrerade tillsammans med sina föräldrar 1789, och deltog fram till 1797 i emigranternas angrepp på Frankrike, innan han 1801 slog sig ned i England. Där träffade han en brittisk dam, Amy Brown, med vilken han 1812 ingick äktenskap. Äktenskapet upplöstes dock under restaurationen 1815. 
Berry var personligen synnerligen populär i rojalistiska kretsar. När Karl Ferdinand tillsammans med sin hustru den 13 februari 1820 lämnade operan i Paris blev han svårt knivhuggen av sadelmakaren Louis Pierre Louvel och dog dagen därpå. Mördaren, som var republikan ville med sitt dåd förhindra att den kungliga dynastin skulle fortplanta sig. Uppsåtet misslyckades dock, och sonen Henri föddes sju och en halv månad senare. 
Mordet ledde till att Frankrikes reaktionära monarkister fick vind i seglen och lyckades störta den moderata ministären Decazes.
Gift 2:a gången genom ombud den 24 april 1816 i Neapel och igen personligen i Notre-Dame, Paris den 17 juni 1816 med Carolina av Bägge Sicilierna, dotter till Frans I av Bägge Sicilierna. 

## Barn
- Louise Isabelle (född och död 1817)
- Louis (född och död 1818)
- Louise Marie Thérèse (1819-1864); gift med Karl III av Parma
- Henri (1820-1883), hertig av Bordeaux, greve av Chambord, tronpretendent.